# Les Folles Aventures de Rucio
Pour plus de détails, voir Fiche technique et Distribution.
Les Folles Aventures de Rucio (Donkey Xote) est un film d'animation italo-espagnol réalisé par José Pozo (es), sorti en 2007.

## Synopsis
L'histoire de Don Quichotte est racontée du point de vue de Rucio (Xote en espagnol), l'âne de Sancho Panza. 

## Fiche technique
- Titre : Donkey Xote (homonyme de "Don Quixote")
- Réalisation : José Pozo (es)
- Scénario : Miguel de Cervantes y Saavedra et Angel E. Pariente
- Production : Carlo Alfano, Carlos Fernández, Julio Fernández, Giulia Marletta, Paco Rodríguez et Sergio Toffetti
- Musique : Andrea Guerra
- Montage : Félix Bueno
- Direction artistique : Esteban Martin
- Pays d'origine : Espagne, Italie
- Format : Couleurs - 2,35:1 - Dolby Digital - 35 mm
- Genre : Animation, comédie
- Durée : 90 minutes
- Dates de sortie : 20 novembre 2007 (Festival de cinéma international d'Orense (es)), 5 décembre 2007 (Espagne)

## Distribution

### Version originale
- Andreu Buenafuente : Sancho
- David Fernández : Rocinante
- Sonia Ferrer : Dulcinea
- José Luis Gil : Quijote
- Jordi González : le narrateur
- Sancho Gracia : Sansón
- Luis Posada : Rucio

### Version française
- Emmanuel Curtil: Don Quichotte

- Serge Faliu: Rucio

- Marc Alfos: Sancho Panca

- Claire Guyot: Dulcinée

- Edgard Givry: Sampson

- Bernard Alane: Rossinante

- Jean-Pierre Moulin: Le Duc

- Evelyne Grandjean: La Duchesse

- Céline Monsarrat: Narratrice

## Bande originale
- Dónde Están Mis Sueños, interprété par Marta Sánchez
- A New Day Has Come, interprété par Elisabeth Gray
- Hit Me With Your Best Shot, interprété par Tessa
- Born Free, interprété par Alex Warner
- True Colours, interprété par Elisabeth Gray
- I Fought the Law, interprété par Alex Warner
- Games People Play, interprété par Alex Warner

## Récompenses et distinctions
- Nomination au Prix Gaudí du meilleur film d'animation en 2008.